# Небојша Озимић
Небојша Озимић (Ниш, 1962) српски је историчар, књижевник и преводилац. Аутор је више десетина књига и публикација различите тематике, за које је више пута награђиван. Живи и ствара у Нишу . Од 2010. године ради као кустос Народног музеја у Нишу.

## Биографија
Небојша Озимић рођен је у Нишу 5. априла 1962. од оца Љубомира и мајке Радојке. Ожењен је супругом Валентином и има два сина Вука и Василија. Основно школовање завршио је у ОШ „Вожд Карађорђе“ у Нишу, а средње у Првој нишкој гимназији „Стеван Сремац“ и гимназији „27. март“ у Нишу.
Факултетско образовање стекао је на Филозофском факултету у Нишу, на коме је 2003. године дипломирао на катедри за историју.
Током осамдесетих година (1980—1990) интензивно се бавио спортом у атлетском клубу Железничар из Ниша. Као успешни спортиста, бацач диска и кугле, био је вишеструки репрезентативац Србије и јуниорски атлетски репрезентативац СФРЈ.
Од 2010. године ради као кустос у Народном музеју у Нишу.
Након дипломирања радио је као новинар дописник часописа Збивања (1984- 1988), Тајне (1988—1996), уредник часописа  Константин (2001), Инсиеме (2002—2004), Pressing (2004), Unus mundus (2004- 2006), Пешчаник (2004), аутор телевизијског серијала Поноћне мистерије (1994—1995), Тајни живот Србије (1997) и Откривања (2002) и наставник историје у више основних и средњих школа у Нишу.
Као историчар и кустос Народног музеја у Нишу Небојша Озимић је од 2011. године до данас уредио, или учествовао у уређивању већег броја изложби и сталних поставки у Нишу и другим градовима:
- Трамвајем кроз Ниш (са Бојаном Нешић), 14. мај 2011, Галерија Синагога, Ниш[2]
- У сусрет Миланском едикту (група аутора), 22. март 2012, Галерија РТС-а, Београд[тражи се извор][3] Приступљено 3. јануара 2016.
- Стална музејска поставка у логору на Црвеном крсту[4]
- Ниш кроз историју, 10. мај 2013. Економска школа у Нишу[тражи се извор]
- Ниш ратна престоница Србије 1914- 1915 27. новембар 2014. Галерија Синагога, Ниш (група аутора)[5]
- Ризница Ниша - из збирки Народног музеја, Трг Краља Милана, 10. јун 2015.
- Ниш октобра 1944, Дом Војске, 22. децембар 2015. (са Иваном Митићем и Александром Динчићем)[6]
- 27. март - узроци и последице,25. март 2016., Галерија синагога (са Иваном Митићем)[7]
- Нишки Јевреји у логору Сајмиште  (са Иваном Груден Милентијевић)12. фебруар 2018.[8] Приступљено 12.2.2018.
- Друштво Црвеног крста и нишки концентрациони логор у периоду Другог светског рата (са Иваном Груден Милентијевић)12. фебруар 2018.[8]
- Интернирци нишког концентрационог логора у нацистичким логорима Европе(са Иваном Груден Милентијевић)5. децембар 2018.[9]
- Ослобођење Ниша у Другом светском рату и први месеци нове власти, Галерија Синагога, 14. октобар 2019.[10]
- Дародавцима у част,  Галерија Синагога[11], 4. април  2023. (коаутор)
- Траг младости - нишка омладина на радним акцијам[12][13]а, Галерија Синагога, 1. април 2025.

Сарадник на пројектима Лексикон Ниша, Енцикопедија Константиниана (на италијанском),
Оснивач је хуманитарне организације Помоћ угроженим Нишлијама која је основана 2009. године.

## Признања
За вишегодишњи рад у области књижевности, историје и публицистике Небојша Озимић је носилац следећих признања:
- 1991. Трећа награда за циклус песама - Књижевно друштво Филип Вишњић, Ниш.
- 1997. Трећа награда за причу на конкурсу часописа Улазница- Зрењанин.
- 2004. Друге награда на 48. међународном конкурсу Савеза Јеврејских општина Србије за рукопис Јевреји Ниша са Јасном Ћирић[17]
- 2008. Награда Града Ниша „11. јануар“ , за животно дело
- 2010. Награда Отисак на 47. сајму књига у Нишу за технолошки третман књиге Константин Велики[18]
- 2014. Члан Међународне књижевне академије[19]
- 2015. Награда за афирмацију и неговање традиције и баштине Ниша (са Бојаном Нешић, Марином Влаисављевић, Ивана Груден Милентијевић)за књигу Ниш ратна престоница Србије (1914- 1915), Народни музеј, Ниш, 2014.[20]

## Дела
Небојша Озимић је написао више књига са различитом тематиком које се могу сврстати у белетристику, књиге са историјском тематиком и драме. Превео је неколико књига са историјском тематиком, а две његове књиге објављене су и на енглеском језику.

### Белетристика, преводи и сценарио
| Белетристика      | Текст наслова |
| ----------------- | --- |
| Романи            | - Озимић Н. (1996) Дом, роман, Просвета, Ниш - Озимић Н. (2009) Премијера, Зограф, Ниш |
| Приче             | - Озимић Н. (2016) Седим ја тако, Свен, Ниш - Озимић Н. (2018) Ајвар блуз, Светионик, Ниш |
| Песме             | - Озимић Н. (1993) Ништа нам не могу, песме, Књижевна келија Свети Сава, Параћин - Озимић Н. (2007) Јека, НКЦ, Ниш - Озимић Н. (2010) Народнице, Ниш - Озимић Н. (2015) Драгој најдражој, Медивест КТ, Ниш - Озимић Н. ( 2024) Тишина, самиздат - |
| Драме и монодраме | - Озимић Н. (2003) Овим побеђуј, драма, Самиздат, Ниш (изведена; 2003, режија Дејан Крстовић, (2003, Радио Ниш, режија Саша Тодоров)) - Озимић Н. (2003) На крову, драма, Ниш (изведана; 2004, Месођо, Солун, режија Алеберто Ешкенази) - Озимић Н. (2007) Бесане ноћи Драгише Цветковића, монодрама, НКЦ, Ниш (изведена; 2007, Ниш, режија Александар Михаиловић) - Озимић Н. (2009) Бој на Чегру, час историје (изведена; 2009, Ниш, режија Милорад Берић) - Озимић Н. (2009) Сенке Ћеле куле (изведена; 2009, Ниш, режија Владимир Попадић) - Озимић Н. (2013)Последња битка Константина Великог, Радио Београд, јун 2013 ( режија: Зоран Рангелов) |
| Сценарио          | - Озимић Н. (2012) Поноћна молитва (изведен у режији Бобана Рајковић, продукција ТВ Рача, 2012) - Озимић Н, Динчић А. (2014)Кроз жице лагер Ниша (режија Крстић Марија) - Озимић Н, Ђорђевић В, (2016)Прича о слободи (режија Ђорђевић Владимир) - Озимић Н, (2016) Раднички је љубав Ниша (режија Бобан Рајковић) - Озимић Н, (2016) Ниш ратна престоница (режија Ђорђевић Владимир) |
| Преводи књига     | - Исидор Севиљски, Хроника, Пешић и синови, 2007. - Хронике Месопотамије, Пешић и синови, 2007. - Списи Персијских владара, Пешић и синови, 2008. - Плутарх, Изида и Озирис, Пешић и синови, 2008. Напомена: Наведена дела у преводу Небојше Озимића су са историјском тематиком. |

### Научни радови из историје
| Врста научног дела | Назив књиге, научног чланка |
| ------------------ | --- |
| Књиге              | - Војсковођа, цар, светац - Ниш, 1997. - Цинцари Ниша - Ниша, 1999. - Јевреји Ниша - Ниш, 1999. - Речник Горње мезије - Ниш, 2001. - Војсковођа, цар, светац (2. допуњено издање) - Ниш, 2002. - Архиепископ Арсеније I - Ниш, 2004. - Свети Сава- Ниш, 2004. - Питагора и његово братство - Ниш, 2006. - Кратка историја Ниша (двојезично, српско-енглески) Ниш, 2007. - Милански едикт - Ниш, 2008, 2009., 2010., 2013 (шесто издање). - 50 година Спортског савеза Ниша - Ниш 2009. - Константин Велики, легенда и стварност (двојезично, српско-енглески), Ниш, 2010. - Милански едикт (двојезично, српско-енглески) Ниш, 2011. - Др Велизар Пијаде, херој логора на Црвеном крсту,(двојезично, српско-енглески), Народни музеј, Ниш, 2011. - Логор на Црвеном крсту, Народни музеј, Ниш, 2012 - Константин Велики (двојезично, српско-енглески), Калиграфмедиа, Ниш, 2013. - Римска археологија и епиграфика: одабрани радови Петра Петровића (приредио Н. Озимић), Медивест КТ, Ниш, Археолошки институт, Београд, 2013 - Ризница Ниша/Treasory of Nis, Народни музеј, Ниш,2013 - Јевреји заточеници логора на Црвеном крсту, Народни музеј, Ниш,2014. - Логор на Црвеном крсту, (на енглеском језику) Народни музеј, Ниш,2014 (са Александром Динчићем) - Кратка историја Ниша, друго, допуњено издање (двојезично, српско-енглески), НКЦ, Ниш, 2014. - Припадници Југословенске војске у отаџбини у нацистичком концентрационом логору на Црвеном крсту, Народни музеј, Ниш,2014 (са Александром Динчићем) - Жртве лагера Ниш, Народни музеј, Нишки културни центар, Медивест КТ, Ниш, 2014. ( са Александром Динчићем, Бојаном Симовић, Иваном Груден Милентијевић и Иваном Митићем) - Логор на Црвеном крсту, (на француском језику) Народни музеј, Ниш,2015 (са Александром Динчићем) - Ниш октобра 1944, Субнор-Ниш, Медивест КТ, Ниш, 2015. ( са Александром Динчићем и Иваном Митићем) - Жртве лагера Ниш, друго издање, Нишки културни центар, Ниш, 2016 ( са Александром Динчићем, Бојаном Симовић, Иваном Груден Милентијевић и Иваном Митићем) - [https://www.academia.edu/35039224/%D0%9D%D0%98%D0%A8%D0%9A%D0%98_%D0%88%D0%95%D0%92%D0%A0%D0%95%D0%88%D0%98_%D0%A3_%D0%9B%D0%9E%D0%93%D0%9E%D0%A0%D0%A3_%D0%A1%D0%90%D0%88%D0%9C%D0%98%D0%A8%D0%A2E_LES_JUIFS_NICHOIS_DANS_LE_CAMP_DE_CONCENTRATION_DE_SAJMI%C5%A0TE Нишки Јевреји у логору Сајмиште]],( двојезично, српско-француски) Народни музеј, Ниш, 2017. (са И. Груден Милентијевић) - Друштво Црвеног крста и нишки концентрациони логор у периоду Другог светског рата, ( двојезично, српско-француски), Народни музеј, Ниш, 2017.(са И. Груден Милентијевић) - Ослобођење Ниша у Другом светском рату и први месеци нове власти, Народни музеј Ниш,Ниш, 2019. - Кратка историја Ниша, треће, допуњено издање (двојезично, српско-енглески), Медивест КТ, Ниш, 2019. - Константин Велики, легенда и стварност (двојезично, српско-енглески), (2.издање), Ниш, 2020. - Осамдесет година Меморијалног комплекса ''12. фебруар''/ Eighty years of Memorial complex ''February 12th'', Народни музеј Ниш,Ниш, 2021. - 12. фебруар 1942: сећања, Музеј жртава геноцида, Београд, 2024 - Логор на Црвеном крсту, Народни музеј, 2. издање, Ниш, 2024. - Логор на Црвеном крсту, (на енглеском језику), 2. издање, Народни музеј, Ниш,2024 - Трагом младости - нишка омладина на радним акцијама, Народни музеј, Ниш,2025 |
| Периодика          | - Идеја потопа у делима ЕП О ГИЛГАМЕШУ и БИБЛИЈА, Научни подмладак – Хуманитас, вол. XXXI, 1-4, 1999. СКЦ, Ниш, 63 –71 - Култ Св. Арсенија у српском народу, Зборник III-IV, Завичајни музеј, Рума, 1999—2000, 47 –56 - Казна за дело прељубе у законицима Старог и Средњег века, Научни подмладак – Хуманитас, вол. , 1-4, 2000., СКЦ, Ниш, 1-34 - Натпис на Потерној капији у северозападном делу Нишке тврђаве – сведок немира с почетка столећа, Зборник радова Филозофског факултета, вол. XXX, Унивезитет у Приштини, Блаце, 2001., 409 – 413 - Константин Велики у Црквеним историјама Евсевија из Цезареје и Сократа Схоластика, КУЛТ СВЕТОГ ЦАРА КОНСТАНТИНА ИЗМЕЂУ ИСТОКА И ЗАПАДА, Данте Алигијери- Пунта, Ниш, 2001., 39 – 43 (потпуни превод на италијански језик у истом Зборнику, Цонстантино ил Гранде нелле Сторие Еццлесиастицхе ди Еусебио ди Цесареа е ди Соцрате Сцоластицо, 38- 43) - Прилог проучавању Цинцара у нишкој трговини и индустрији крајем 19. и почетком 20. столећа, Зборник, 11, Народни музеј, Ниш, 2002., 139-144 - Нишки Цинцари у културном и политичком животу Ниша, КУЛТУРНИ И ЕТНИЧКИ ИДЕНТИТЕТИ У ПРОЦЕСУ ГЛОБАЛИЗАЦИЈЕ И РЕГИОНАЛИЗАЦИЈЕ БАЛКАНА, ЦБС-ЈУНИР, Ниш, 2002, 153- 158 - Византијске паралеле – Константин и Јустинијан I, НИШ И ВИЗАНТИЈА, Ниш, 2003., 63 – 75 Приступљено 3.3.2015. - Однос Јевреја Ниша према династији Карађорђевића, Научни подмладак – Хуманитас, вол. , 1-4, 2003., 87- 92 - Константин Велики и антички Ниш, Научни подмладак – Хуманитас, вол. XXXV, 3-4, 2003., 85- 96 - Одговорност владара – издаја или живот (Стефан Немања, Кнез Лазар, Милош Обреновић, Милан Недић ), Пресинг, 40, децембар 2002- јануар 2003, СИИЦ, Ниш, 2003, 6-7 - Сто година Мајског преврата, Пресинг, 41, април-мај, Ниш, СИИЦ, 2003.,11 -13 - Епископи Ниша од 4—6. столећа, Пешчаник, 1, Историјски архив, Ниш, 2004.,6-12 Приступљено 3.3.2015. - Две успеле хрестоматије историјских текстова, Пешчаник, 1, Историјски архив, Ниш, 2004., - Улога реда Темплара у ширењу византијског утицаја у западној Европи, НИШ И ВИЗАНТИЈА, II, Ниш, 2004., 97 – 104 - Непознати Мојсије, УНУС МУНДУС, 13- 14, НКЦ, Ниш, 2004., 9- 21 - Рођење из воде, УНУС МУНДУС, 13- 14, НКЦ, Ниш, 2004., 23 – 38 - Узми овај бакрени котао, УНУС МУНДУС, 13- 14, НКЦ, Ниш, 2004., 39 – 47 - Ликиније и Срби, УНУС МУНДУС, 13- 14, НКЦ, Ниш, 2004.,49 – 58 - Питагора и матернитетске мистерије, НИШ И ВИЗАНТИЈА, IV, НКЦ, Ниш, 2006, 509-514. Приступљено 3.3.2015. - Најстарији помени Срба на античким картама, СУНЦЕ-СТАРЕШИНА СЛОВЕНСКОГ НАРОДА, ЕЕКЦ СФЕРА, Нови Сад, 2007, 73 -79 - Порекло светог Никите Ремезијанског Ремезијанског, СВЕТИ НИКИТА ИЗ РЕМЕЗИЈАНЕ, Центар за црквене студије, Ниш, 2007., 31 – 40 - Роман провинце Thrace in „Armenian history” by Moses of Coherne, УНИВЕРСИТЕТСКИ ЧЕТЕНИЯ И ИЗСЛЕДОВАНИЯ ПО БЪЛАГСКА ИСТОРИЯ, международен семинар СМОЛЯН, 11-13 МАЙ 2006, Университетско издателство“ Св. Климент Охридски“, София, 2008, 17-24 - Константин Велики и култ Аполона, НИШ И ВИЗАНТИЈА, V, НКЦ, Ниш,2007., 495- 501 - Галеријев едикт о толеранцији (311), АНТИКА И САВРЕМЕНИ СВЕТ, Друштво за античке студије Србије/ Архив Срема, Београд, 2007, 228-239 - Симболика рибе и хришћанство, Друштво за античке студије Србије/ Архив Срема, Београд, 2008, - Др Петар Петровић и његов допринос проучавању епиграфике у Србији, Друштво за античке студије Србије/ Службени гласник, Београд, 2009, 256-268 - Елементи учења претхришћанских филозофа у Христовом учењу, Зборник Центра за црквене студије, Ниш, 2009., 117-121 - Јевреји у логору на Црвеном крсту, Зборник Народног музеја, бр.20, Народни музеј, Ниш, 2012,253-262 - Хапшење угледних Нишлија октобра 1941, Пешчаник, бр.10, Историјски архив, Ниш, 2011, 112- 120 - Сећање Видосава Стевановића на дане проведене у логору на Црвеном крсту у пролеће 1942, Зборник Народног музеја, бр.21, Народни музеј, Ниш, 2012,87-92 - Константин Велики и верска толеранција, Пешчаник, бр.11, Историјски архив, Ниш, 2013,16- 25 - Култ Константина Великог и Немањићи, Митолошки зборник,31, Центар за митолошке студије, Рача, 2013, 95-109 - Лесковачки дани др Велизара Пијаде, Лесковачки зборник, 53, Народни музеј, Лесковац,2014,293 - 304 - Суђење Јовану Чемерикићу председнику нишке општине за време нишке окупације, Зборник Народног музеја, бр.22, Народни музеј, Ниш,2013,185- 198 - Драгиша Цветковић и нишки Јевреји у Другом светском рату, Зборник Народног музеја, бр.23, Народни музеј, Ниш,2014, 131-142 - Избеглице у Нишу за време окупације, Лесковачки зборник LX, Народни музеј, Лесковац, 2015, 172-185 - Порекло архиепископа Арсенија Сремца, Митолошки зборник, 33, Центар за митолошке студије, Рача, 2015. - Димитрије Давидовић - лик и дело, Зборник Народног музеја, бр.24, Народни музеј, Ниш, 2016, 51-57\|} - Радојица Станковић и Драгиша Цветковић Праведници међу народима који то неће никада бити, Лесковачки зборник LVII, 2017, Лесковац,261-271 - [https://www.academia.edu/36505511/Nebojsa_Ozimic_Dragi%C5%A1a_Cvetkovi%C4%87_i_pristupanje_Trojnom_paktu_pdf [[Драгиша Цветковић]] и приступање Тројном пакту]], Лесковачки зборник LVIII, 2018, Лесковац, 199 - 213 - Белешка Хранислава Савковића о догађају на Светог Саву 1942, Топлички зборник 3,2018, Прокупље,139-145 - Судбине и важност логорских лекара – заточеника логора на Црвеном крсту, Зборник радова са X научног скупа: Историја медицине, фармације, ветерине, и народна здравствена култура, књ. 9, Зајечар 2019, 141-149 (са Дејаном Антићем) - Последњи дани логора на Црвеном крсту, Зборник Народног музеја, број 28/29, Ниш, 2020, 83-94 - Меморијални спомен комплекси као чувари културе сећања, Митолошки зборник,број 44, Центар за митолошке студије,Рача, 2021, 391-398 - Оснивање Меморијалног комплекса 12. фебруар, Toплички зборник 6, 2021, Прокупље,115-145 - Заставе радних бригада из збирке Народног музеја у Нишу, Зборник Народног музеја, број 30, Ниш, 2021, 147-156 |

- Последњи дани логора на Црвеном крсту, Зборник Народног музеја, број 28/29, Ниш, 2020, 83-94
- Неговање успомене на бекства из нишког логора у послератном периоду, Зборник Народног музеја, број 31, Ниш, 2022, 81-90
- Хапшење Андона Андоновића и његово довођење у логор на Црвеном крсту 1943.године, Зборник Народног музеја, број 31, Ниш, 2022, 123-133
- Студенти медицине и лекари жртве логора на Црвеном крсту, Историја медицине,фармације, ветерине и народна здравствена култура, књ.12, Зајечар,2023, 79-90
- Јеврејска заједница у Нишу: живот и страдање током 1941.године, у : Србија 1941, Спомен-парк ,,Крагујевачки октобар“, Крагујевац, 2023, 117-136
- Прогон и стрељање Рома из нацистичког концентрационог логора на Црвеном крсту у Нишу (1941–1944), у: Цивилне жртве Другог светског рата (1939-1945),Спомен-парк ,,Крагујевачки октобар“, Крагујевац, 2023, 247-262
- Учесници Балканских ратова заточеници нацистичког логора на Црвеном крсту, 110 година од мобилизације Гвозденог пука 1912. – српска војска у историји и традицији, Прокупље, 2023, 174- 179
- Формирање збирке Меморијални комплекс 12.фебруар,Зборник Народног музеја, број 32, Ниш, 2023, 49- 60
- Писма Стевана Лужајића из 1942 : сведоци необичне судбине, Годишњак за истраживање геноцида, Београд, св. 16, бр. 1, 2024, стр. 119-128
- Сведочење Младена Вукоте о страдању у злогласној јасеновачкој циглани,Зборник радова са конференције са међународним учешћем „80 година од појма геноцид - студија случаја: Геноцид над Србима, Јеврејима и Ромима у Независној Држави Хрватској“ = Collection of papers from conference with international participation “80 years of the term genocide - case study: genocide against the Serbs, Jews and Romas in the Independent State of Croatia”, Музеј жртава геноцида, Београд, 2024, 73 - 80
- Просветни радници жртве логора на Црвеном крсту,Зборник Народног музеја, број 33, Ниш, 2024, 45- 57